# Olof Olsson (teolog)
Olof Olsson, född 31 mars 1841 i Karlskoga, död 12 maj 1900 i Rock Island, var en svenskamerikansk teolog.

## Biografi
Olsson prästvigdes i Uppsala 1863 och utvandrade 1869 till Kansas, där han verkade bland de svenska nybyggarna. 1876-88 var han lärare vid Augustanasynodens teologiska seminarium, där han 1891-1900 var rektor. 1892 blev han teologie doktor och 1893 filosofie hedersdoktor vid Uppsala universitet.